# Barbados (banda)

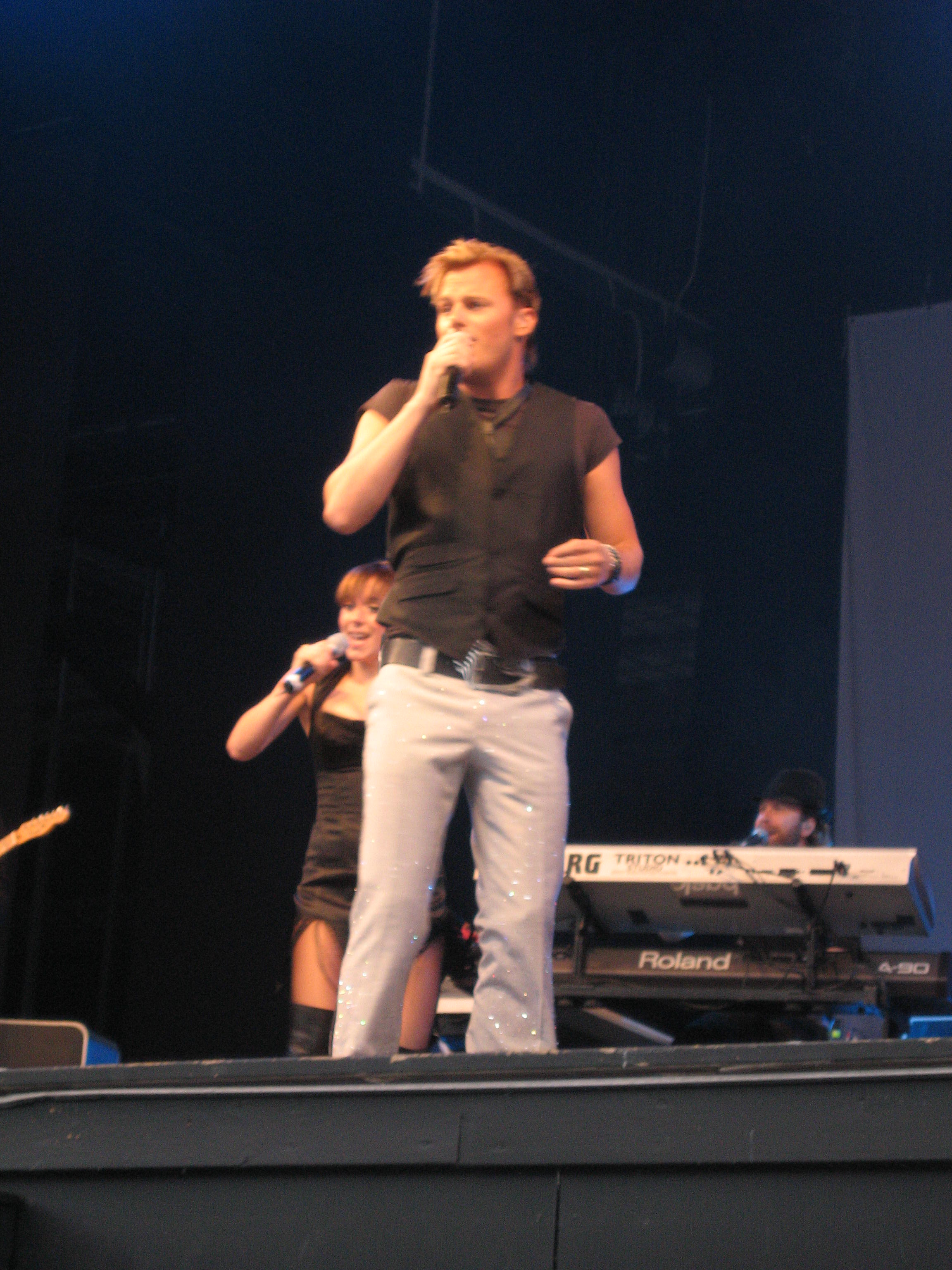
Magnus Carlsson - Barbados

Barbados es una banda de música popular sueca que consiguió varios éxitos. La banda, con su líder Magnus Carlsson, llegó a ser conocida después de su segundo lugar en el Melodifestivalen 2000. El grupo ha cambiado de cantante dos veces. Magnus Carlsson dejó el grupo en 2002 para convertirse en miembro de Alcazar. Mathias Holmgren, concursante de la versión sueca de "Operación triunfo" lo sustituyó, pero en 2004 abandonó la banda. 
El último cantante ha sido Chris Lindh, que planea dejar la banda en 2007.

## Melodifestivalen
La banda ha participado en el Melodifestivalen en cuatro ocasiones:
- Melodifestivalen 2000: Se mig. Segundo lugar.
- Melodifestivalen 2001: Allt som jag ser. Segundo lugar.
- Melodifestivalen 2002: Världen utanför. Cuarto lugar.
- Melodifestivalen 2003: Bye, Bye. Décimo lugar.

## Discografía

### Con Magnus Carlsson
- 1994: Barbados
- 1997: The Lion Sleeps Tonight
- 1998: Nu kommer flickorna
- 1999: Belinda
- 1999: Rosalita
- 2000: Kom hem
- 2000: When the Summer is Gone
- 2002: Världen utanför

### Con Mathias Holmgren
- 2003: Hela himlen

### Con Chris Lindh
- 2005: Stolt

### Recopilaciones
- 2001: Collection 1994-2001
- 2003: Rewinder
- 2005: The Best of Barbados

## Enlaces
- Página oficial en sueco

- Datos: Q807306
- Multimedia: Barbados (band) / Q807306